# Gaia Messerklinger
Gaia Messerklinger (Moncalieri, 8 gennaio 1989) è un'attrice italiana.

## Biografia
Nata in una famiglia di origini austriache, inizia la sua carriera fin da bambina, entrando a far parte della compagnia teatrale Rufus, gestita dalla madre, con cui prende parte a diversi spettacoli di teatro per ragazzi e teatro di strada. Contemporaneamente, studia danza classica, contemporanea e arti marziali.
A 17 anni inizia a lavorare anche come modella e arrivano i primi ruoli televisivi in fiction, quali Zodiaco, Il bene e il male, Nebbie e delitti. Nel 2010 è tra i protagonisti della prima stagione di Fuoriclasse, dove interpreta Ilaria Ciarella, al fianco di Luciana Littizzetto e Neri Marcorè. 
Nel 2008, assieme a sua sorella Linda è una delle protagoniste del video musicale Ooh Yeah di Moby, dove interpreta Bunny; Linda invece interpretava Angelica La Lapin.
Nel 2009 partecipa come protagonista a un'operazione pubblicitaria virale per i Baci Perugina che si aggiudicherà, nello stesso anno, il Leone d'oro al Festival della pubblicità di Cannes: La campagna "Aiuta Giovanni a baciare Gaia" nata in Armando Testa, sotto la direzione creativa di Marco Faccio.
Nel 2013 entra a far parte del cast dei protagonisti della soap opera CentoVetrine, dove interpreta il ruolo di Margot Sironi, ed è Elvira Torre nella seconda stagione de Le tre rose di Eva, a fianco ad Anna Safroncik, Roberto Farnesi e Luca Ward. Nello stesso anno la vediamo al cinema nell'opera prima di Paolo Ruffini Fuga di cervelli, dove interpreta il ruolo di Claudia. 
Contemporaneamente, Gaia (dopo aver conseguito la maturità classica al Liceo classico Cavour) continua i suoi studi presso l'Università degli studi di Torino, e nel 2014 si laurea a pieni voti in Giurisprudenza. Dopo la laurea, è protagonista del film indipendente internazionale Family Girl, le cui riprese si svolgono interamente negli Stati Uniti d'America.
Nel 2016 interpreta Cinzia nel film Non è un paese per giovani di Giovanni Veronesi ed è tra i protagonisti della serie televisiva Sacrificio d'amore, dove interpreta la nobildonna Guendalina Volpi. Partecipa inoltre al film L'amore rubato per la regia di Irish Braschi. 
Nel 2017 è testimonial per gli spot pubblicitari della Fiat 124 Spider e della Martini, quest'ultimo per la regia di Autumn De Wilde. Nello stesso anno, è la protagonista del film La porta sul buio, opera seconda di Marco Cassini.
Nel 2018 debutta a teatro con la commedia Boeing Boeing, per la regia di Mark Schneider, al fianco di Giorgio Lupano e Gianluca Ramazzotti. Nello stesso anno, è la protagonista femminile dello spettacolo Come se fosse lei, di e con Pino Quartullo.
A partire dal 21 marzo 2019 entra nel cast della soap opera Il paradiso delle signore, in cui interpreta il ruolo di Nora Vitali.

## Filmografia

### Cinema
- Fuga di cervelli, regia di Paolo Ruffini (2013)
- Family Girl,  regia di Greg Ferro (2014)
- Non è un paese per giovani, regia di Giovanni Veronesi (2016)
- L'amore rubato, regia di Irish Braschi (2016
- La porta sul buio, regia di Marco Cassini (2017)
- Amore Cane, regia di Jordi Penner – cortometraggio (2020)
- Tutti a bordo, regia di Luca Miniero (2022)

### Televisione
- Zodiaco, regia di Eros Puglielli – miniserie TV (2008)
- Il bene e il male – serie TV (2009)
- Nebbie e delitti – serie TV (2009)
- Mia madre, regia di Ricky Tognazzi – miniserie TV (2010)
- Don Matteo 8 – serie TV (2011)
- Fuoriclasse – serie TV (2011)
- Camera Café – sitcom, episodi 5x60-6x55 (2012-2017)
- CentoVetrine – soap opera (2013)
- Le tre rose di Eva – serie TV (2013)
- Sacrificio d'amore – serie TV (2017-2018)
- Non dirlo al mio capo – serie TV, episodio 2x06 (2018)
- Nero a metà – serie TV, episodio 1x06 (2018)
- Il paradiso delle signore – soap opera (2019)
- L'Alligatore – serie TV, episodi 1x05-1x06 (2020)
- Cops 2 - Una banda di poliziotti – miniserie TV (2021)
- Le indagini di Lolita Lobosco – serie TV, episodio 1x01 (2021)
- Cuori – serie TV, 23 episodi (2021-in corso)
- Maria Corleone - serie TV (2023)
- I fantastici 5 - serie TV (2024)
- Supersex – serie TV, episodi 3, 4, 7 (2024)
- Sempre al tuo fianco – serie TV (2024)
- Don Matteo 14 – serie TV (2024)